# Rivière Watshishou
Der Rivière Watshishou ist ein ca. 143 km langer Zufluss des Sankt-Lorenz-Golfs in der kanadischen Provinz Québec.

## Flusslauf
Der Rivière Watshishou entspringt auf einer Höhe von 564 m im Kanadischen Schild, etwa 90 km von der Südküste der Labrador-Halbinsel entfernt, unweit der Quelle des Rivière Romaine Sud-Est.
Er durchfließt in überwiegend südlicher Richtung eine Reihe von Seen – darunter Lac Apvril, Lac Watshishou und Lac Holt. Mehrere Stromschnellen liegen am Flusslauf.
4,5 km oberhalb der Mündung kreuzt die Route 138 den Fluss.
Er mündet 8 km östlich der Gemeinde Baie-Johan-Beetz zwischen den größeren Orten Havre-Saint-Pierre und Natashquan nördlich der Île d'Anticosti in die Jacques-Cartier-Straße. Der Nachbarfluss Petite rivière Watshishou mündet östlich des Rivière Watshishou in den Sankt-Lorenz-Golf.
Der Rivière Watshishou entwässert ein Areal von 1064 km². Der mittlere Abfluss beträgt 30 m³/s.

## Flussfauna
Der Rivière Watshishou und das von ihm durchflossene Seengebiet ist als gutes Angelrevier bekannt. Begehrte Angelfische sind Süßwasser-Lachs (Ouananiche), Wandersaibling und Bachsaibling (speckled trout).